# Orosztony
Orosztony község Zala vármegyében, a Nagykanizsai járásban, a Zalai-dombságban, a Zalaapáti-hát területén.

## Fekvése
Zala vármegyében, Zalaszabartól és Nagyradától nyugatra, Kerecseny mellett fekvő település. A Kis-Balaton térségét a Principális-csatorna völgyével összekapcsoló, a 7522-es és 7527-es számú utakat összekötő 7525-ös út mentén fekszik; az út Felsőorosztony településrészen halad át, Alsóorosztony településrész az útból dél felé kiágazó, 75 125-ös számú mellékúton érhető el.

## Története
A legkorábbi adatok az Árpád-korból maradtak ránk, amikor Orosztony egy része a Buzád-Hahót nemzetség birtoka volt. Első írásos említése 1251-ből való, amikor Vruztun alakban írják. Bizonytalan eredetű, valószínűleg szláv településnév.
A középkorban a Zalavári apátság jobbágyközsége volt, és három különálló településből állt: Alsóorosztony, Felsőorosztony és Baksaháza.
A török uralom idején 1571-ben Alsóorosztony területén esett el Thury György, Kanizsa várkapitánya. Emlékét kopjafa őrzi, a dűlőt pedig Táltostemetőnek hívják. A falut teljesen felégették a törökök. A templomot 1778-ban építették újjá. Ekkor már egybeolvadt Alsó-és Felsőorosztony, Baksaháza 1908-ig őrizte önállóságát.
A község lakosságának a megélhetését mindig a mezőgazdasági termelés biztosította. Fejlett állattenyésztési kultúráját a vármegyén túl is ismerték, iparosréteg csupán a mezőgazdasági termelés kiszolgálására alakult.
Orosztony 1945 előtt és az azt követő években körjegyzőség székhelye volt. Határában a második világháború után két termelőszövetkezet alakult, melyek később egyesültek. A községben 1949-ben gépállomás létesült. Orosztony az 1950-es–1960-as években élte fénykorát. Lakosságának lélekszáma meghaladta az 1200 főt. 1970-ben a községet Gelséhez csatolták. 1972-ben a Termelőszövetkezet is csatlakozott a gelseihez. Az oktatás a községben, 1788-ban veszi kezdetét a római katolikus egyház felügyeletével.
1945-től van nyolc osztályos oktatás, az iskola államosítása 1948. augusztus 6-án történt meg. 1980-ban körzetesítették az iskolát Gelséhez. Óvoda 1976-tól fogadja a gyermekeket. Orosztony székhelye a háziorvosi szolgálatnak. Zalaszabar és Kerecseny községek tartoznak a körzethez. Az 1990-es választások után Orosztony és Kerecseny ismét körjegyzőséget hozott létre Orosztony székhellyel. Az Önkormányzat újraindította az alsó tagozatos oktatást, a felső tagozatosok az alacsony tanulólétszám miatt Gelsére és Zalaszabarba járnak iskolába.
Orosztony civil életében két egyesület játszik szerepet, az 1889 óta működő Önkéntes Tűzoltó Egyesület és az 1991-ben alakult Sportegyesület. A településtől délre Örömhegyen csodálatos környezetben a Nagykanizsai Postás SE kulcsosházat tart fenn a gyalogos turisták részére.

## Közélete

### Polgármesterei
- 1990–1994: Vercz Károly (független)[3]
- 1994–1998: Ifj. Vercz Károly (független)[4]
- 1998–2002: Ifj. Vercz Károly (független)[5]
- 2002–2006: Szöllősi Tiborné (független)[6]
- 2006–2010: Vercz Károly Emil (független)[7]
- 2010–2014: Szőllősi Tiborné (független)[8]
- 2014–2019: Szőllősi Tiborné (független)[9]
- 2019–2024: Varga Valéria (független)[10]
- 2024– : Hanitz Zsolt (független)[1]

## Népesség
A település népességének változása:
| Lakosok száma | 422  | 412  | 411  | 352  | 363  | 359  | 360  |
|               | 2013 | 2014 | 2015 | 2021 | 2022 | 2023 | 2024 |

A 2011-es népszámlálás idején a nemzetiségi megoszlás a következő volt: magyar 85,8%, cigány 12%, német 1,75%. A lakosok 71%-a római katolikusnak, 2,5% reformátusnak, 7,3% felekezeten kívülinek vallotta magát (18,9% nem nyilatkozott).
2022-ben a lakosság 87,1%-a vallotta magát magyarnak, 9,4% cigánynak, 4,7% németnek, 2,5% ukránnak, 0,3% lengyelnek, 3,9% egyéb, nem hazai nemzetiségűnek (8,8% nem nyilatkozott; a kettős identitások miatt a végösszeg nagyobb lehet 100%-nál). Vallásuk szerint 51,5% volt római katolikus, 5,5% református, 0,8% evangélikus, 4,1% egyéb keresztény, 4,1% felekezeten kívüli (33,9% nem válaszolt).

## Nevezetességei
A falutól északra található a nevezetes bortermő terület, Pogányvár. Az emlékpark a kereszténység kétezredik, valamint a magyar állam alapításának ezredik évfordulójának állít emléket.
A községet átszeli az országos kék túra útvonal, mely érinti a Thury György kopjafát, a Hervaszkúti forrást, és a Nagykanizsa Postás SE kulcsosházát, ahol a fáradt gyalogos turisták megpihenhetnek.
A község műemlék jellegű építménye a szentháromság szobor.

## Híresebb személyek
- Kertész Manó, született Kohn (Orosztony, Zala vármegye, 1881. október 15. – Budapest, 1942. április 3.) magyar finnugrista, nyelvész, gimnáziumi tanár.
- A falu határában csalták tőrbe és ölték meg Thury Györgyöt 1571-ben vitézeivel együtt.